# Eparchia siewieromorska
Eparchia siewieromorska – jedna z eparchii Rosyjskiego Kościoła Prawosławnego, z siedzibą w Siewieromorsku. 24 listopada 2013 jej pierwszym ordynariuszem został biskup siewieromorski i umbski Mitrofan (Badanin). Jego następcą od 4 kwietnia 2019 r. jest biskup Tarazjusz (Pierow).
Erygowana w 2013 poprzez wydzielenie z eparchii murmańskiej. Obejmuje obszar rejonów kolskiego i tierskiego obwodu murmańskiego, jak również miasta zamknięte Aleksandrowsk, Widiajewo, Zaoziorsk, Ostrownoj oraz Siewieromorsk. Dwoma równorzędnymi soborami katedralnymi eparchii są sobór św. Andrzeja w Siewieromorsku oraz sobór Wszystkich Świętych Ziemi Kolskiej w Umbie.

## Dekanaty
W skład eparchii wchodzą cztery dekanaty:
- aleksandrowski (5 parafii);
- peczengijski (5 parafii);
- siewieromorski (9 parafii);
- tierski (5 parafii).

## Monaster
Na terenie eparchii działa jeden klasztor:
- monaster Świętej Trójcy i św. Tryfona w Peczendze, męski[6].